# 内蒙古自治区妇女联合会
内蒙古自治区妇女联合会，简称内蒙古自治区妇联，是中华人民共和国内蒙古自治区妇女儿童工作者组成的人民团体，是中华全国妇女联合会的地方组织，接受中国共产党内蒙古自治区委员会的领导。其最高权力机构是内蒙古自治区妇女代表大会。